# Homer is Where the Art Isn't
"Homer Is Where the Art Isn't" é o décimo segundo episódio da vigésima nona temporada da série animada Os Simpsons, e o 630.º no total. Foi ao ar nos Estados Unidos pela FOX em 18 de março de de 2018. É o episódio final escrito pelo escritor de longa data Kevin Curran, que morreu em 2016. O episódio é dedicado ao Stephen Hawking, que morreu quatro dias antes da exibição do episódio.

## Enredo
Na Casa de Leilões de Gavelby, Homer e o Sr. Burns perdem para a magnata da tecnologia Megan Matheson na licitação da pintura de Joan Miró, The Poetess, com a qual Homer é obcecado, a ponto de tentar roubar a pintura no final do leilão. Quando a pintura chega à sua casa, Megan descobre que foi roubada. O detetive Manacek é chamado para resolver o caso.
Manacek vai para a casa de Megan devido a segurar a pintura pelo dobro do preço que ela pagou de US$ 30 milhões. Ela nega a acusação e envia Manacek para a mansão de Burns. Ele mostra que não pode ficar perdendo uma oferta para uma mulher, mas descarta a acusação também e envia Manacek ao suspeito final, Homer, devido à obsessão que ele mostrou sobre isso. Homer demonstra para ele o quanto ele quer a pintura na usina, mas nega tê-la roubada. À noite, Marge aparece no apartamento Brick Townhomes, de Manacek, para convencê-lo de que Homer é inocente, mas ele diz que só conversariam no jantar. Então Marge o convida para jantar em sua casa com sua família.
Depois do jantar, Homer entra em pânico quando começam a falar, e Bart e Marge explicam como Homer ficou obcecado com a pintura no Museu de Belas Artes de Springfield enquanto acompanhava uma viagem de campo, sonhando com isso à noite. Lisa, em seguida, revela que Homer confidenciou nela sobre a pintura, formando um interesse comum entre eles. Os dois então foram ao museu, apenas para encontrá-lo fechado por falta de fundos e a pintura foi despachada para uma casa de leilões. Os cidadãos protestaram contra o fechamento do museu, enquanto o prefeito Quimby explicou os cortes, incluindo o corte de 1/3 do Departamento de Polícia de Springfield, com Eddie tendo sido demitido, resultando em desistir dos protestos. Homer então decidiu entrar no leilão em uma tentativa de salvar a pintura, onde a cena retorna ao início do episódio, onde os lances ocorreram, e Homer tentou roubá-la.
Após a história, Homer escapa de casa, mas Manacek o encontra no museu, onde ele garante que ele é inocente, porque ele acha ele burro demais para roubar qualquer coisa. Manacek depois reúne todos os suspeitos juntos no museu e revela que Megan e Burns são os ladrões da pintura. Megan trocou os guardas de segurança por gêmeos contratados por ela, para simular o roubo, para que ela pudesse cobrar a apólice de seguro da namorada. No entanto, Burns bateu nela quando ele construiu uma casa de leilões idêntica ao lado do original e roubou-a do cofre.
Depois que Megan e Burns são presos e a pintura é recuperada da mansão de Burns, Manacek revela que o verdadeiro culpado não é outro senão a própria Lisa, já que a pintura não é outra coisa senão sua bolsa de plástico. Lisa explica que ela secretamente trocou a pintura antes do leilão acontecer, então ela não iria para casas de milionários escondidas de pessoas que os amam, como Homer. Como a propriedade da pintura volta para a cidade, ela é devolvida ao Prefeito Quimby, que escolhe preservá-la no estádio de futebol americano Springfield Arena, construída com o dinheiro da venda das artes públicas, onde Homer e Lisa vão alegremente ver a pintura, juntos.
Durante os créditos, há diferentes tomadas de Manacek como se fossem parte de um programa de detetive.

## Recepção
Dennis Perkins do The A.V. Club deu a este episódio B, afirmando: "Neste ponto de sua série de recordes, The Simpsons tem o direito—até mesmo o incentivo—a brincar com o formato que quiser. Aqui, o estilo tradicional de seriado linear da série é começando com Homer, roupas de luxo e pingue-pongue, preparando milhões de dólares para a pintura abstrata de Joan Miró, The Poetess, sendo superada pelo primeiro Sr. Burns e depois por 'tecnologia bilionária'. Megan Megan Matheson (Cecily Strong), e, enfurecida, sendo arrastada pela segurança gritando 'Não pegue a pintura, eu a amo'—claramente, há um mistério aqui. Tanto quanto aos comos e porquês de Homer J Simpson está envolvido em intrigas de arte de ponta, e de que forma esta reorganização da fórmula dos Simpsons está sendo feita."
"Homer Is Where the Art Isn't" marcou uma classificação de 0,8 com uma quota de 3 e foi assistido por 2,10 milhões de pessoas, tornando-se o segundo maior programa da noite da Fox, atrás de Family Guy.